# União das Freguesias de Caçarelhos e Angueira
Die União das Freguesias de Caçarelhos e Angueira ist eine portugiesische Gemeinde (Freguesia) im Kreis (Concelho) Vimioso, Distrikt Bragança, im Nordosten Portugals.

## Geschichte
Die Gemeinde entstand im Zuge der Gebietsreform vom 29. September 2013 durch die Zusammenlegung der ehemaligen Gemeinden Caçarelhos und Angueira.
Vimioso wurde Sitz der neuen Verwaltung.

## Demographie

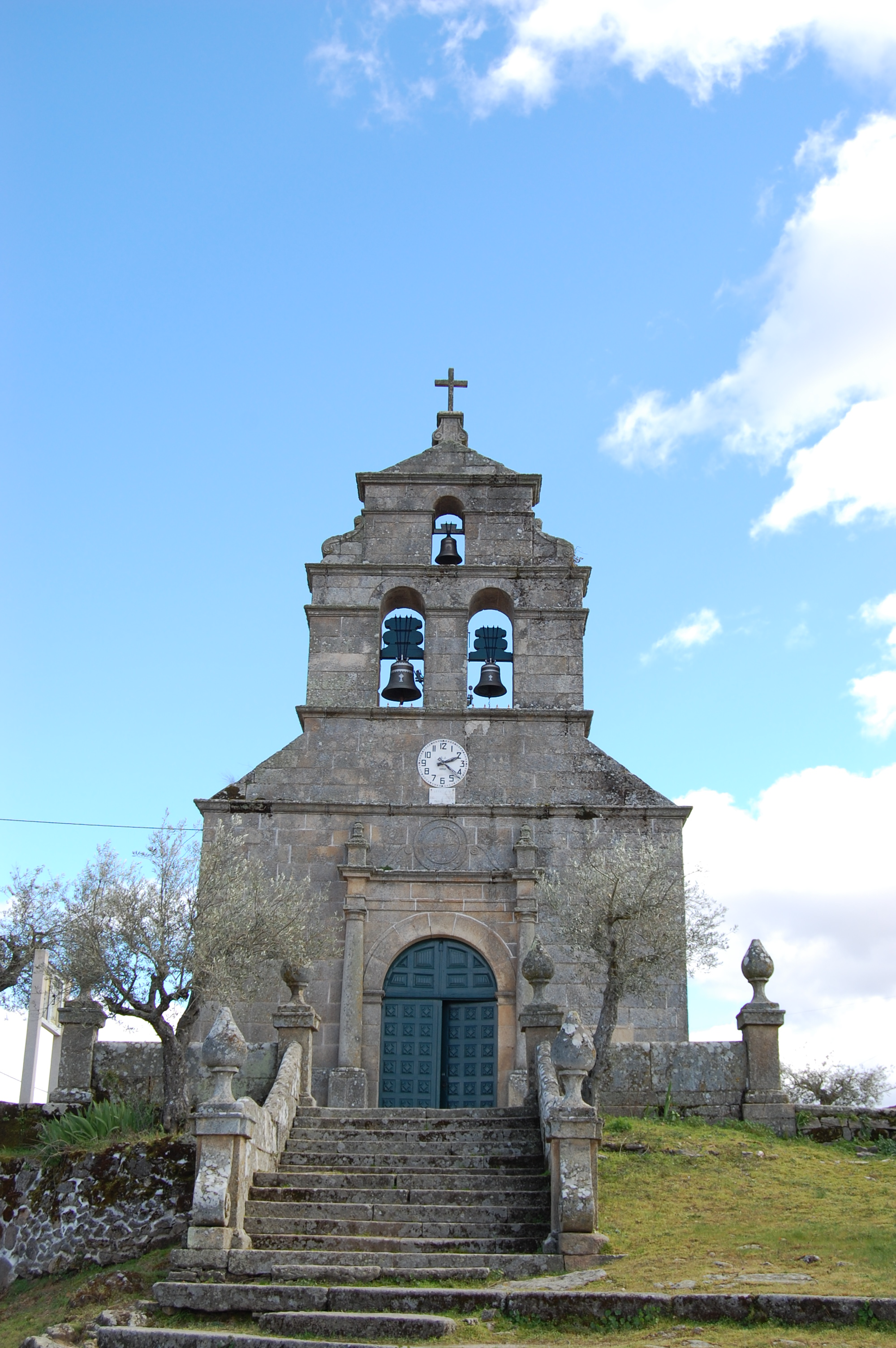
Kirche São Pedro von Caçarelhos

| Freguesia | Freguesia             | Freguesia | Freguesia       | ehemalige Freguesias | ehemalige Freguesias | ehemalige Freguesias | ehemalige Freguesias |
| --------- | --------------------- | --------- | --------------- | -------------------- | -------------------- | -------------------- | -------------------- |
| Wappen    | Freguesia             | Einwohner | Fläche in (km²) | Wappen               | Freguesia            | Einwohner            | Fläche in (km²)      |
|           | Caçarelhos e Angueira | 296       | 53,16           |                      | Caçarelhos           | 221                  | 30,98                |
|           | Caçarelhos e Angueira | 296       | 53,16           | Angueira             | 115                  | 22,18                |                      |